# Melanarga/Adaçay
Melanarga (griechisch Μελαναργα, türkisch Adaçay) ist ein Dorf auf der Karpas-Halbinsel im Osten Zyperns, 3 km südlich von Yialousa/Yeni Erenköy; die Bedeutung des griechischen Namens ist unklar, der Wortteil agra könnte auf das Wort für ‚wild‘ zurückgehen. Die Zyperntürken änderten den Namen 1975 in Adaçay, was ‚Garten-Salbei‘ bedeutet. 2011 zählte der Ort 100 Einwohner.

## Geschichte
Im osmanischen Zensus von 1831 bildeten die 19 Griechen die Mehrheit im Dorf, die Muslime eine starke Minderheit von 12 Haushaltsvorständen. Bei den Zählungen unter britischer Kolonialherrschaft ermittelte man 1891 und 1901 immerhin noch 53 bzw. 54 Türken im Dorf, während die Zahl der Griechen von 75 auf 94 anstieg. Bis 1911 fiel die Zahl der Türken auf 37, um sich bis 1946 auf 54 wieder zu erholen (1921: 39; 1931: 41). Die Zahl der Griechen stieg hingegen bis 1911 auf 124, zehn Jahre später auf 141, bis 1931 auf 164, um 1946 mit 195 den Höchststand zu erreichen. Damit war zwischen 1891 und 1946 der Anteil der Türken von 41 auf 21,6 % zurückgegangen.
1958 flohen alle Türken vor den militanten Nationalisten der EOKA in die Nachbardörfer und nach Famagusta, wo sie bis 1974 blieben. Doch auch danach wollte nur eine einzige Familie zurückkehren.
Etwa ein Drittel der Griechen floh seinerseits vor den herannahenden türkischen Truppen im Sommer 1974. 108 von ihnen blieben bis Oktober 1975. Im Dezember 1976 lebten nur noch vier Griechen im Ort, im Dezember 1977 keiner mehr.
Immerhin zählte das Dorf 1978 wieder 64 Einwohner. Siedler aus der Umgebung von Kahramanmaraş und Muş in der östlichen Türkei siedelten sich im Dorf an. 2006 zählte das Dorf, das seit 1975 Adaçay genannt wird, 88 Einwohner, fünf Jahre später 100.
Die Kirche Agios Polychronios wurde zwischen 2001 und 2007 in eine Moschee umgewandelt und ist dadurch als Gebäude gut erhalten geblieben. Allerdings wurden während des Krieges die Ikonostasis und einzelne Ikonen durch Gewehrfeuer beschädigt; sie konnten von vier Männern, darunter zwei Priestern, hinausgeschmuggelt und so gerettet werden.